# 144
144（百四十四、ひゃくよんじゅうよん）は自然数、また整数において、143の次で145の前の数である。

## 性質
- 144は合成数であり、約数は 1, 2, 3, 4, 6, 8, 9, 12, 16, 18, 24, 36, 48, 72, 144 である。
  - 約数の和は403。
    - 33番目の過剰数である。1つ前は140、次は150。
    - 24番目の高度過剰数である。1つ前は120、次は168。
    - 約数の和が奇数になる20番目の数である。1つ前は128、次は162。

  - 約数を15個もつ最小の数である。次は324。
    - 約数を n 個もつ最小の数とみたとき。1つ前の14個は192、次の16個は120。(オンライン整数列大辞典の数列 A005179)
- 1/144 = 0.00694… (下線部は循環節で長さは1)
  - 逆数が循環小数になる数で循環節が1になる18番目の数である。1つ前は120、次は150。(オンライン整数列大辞典の数列 A070021)
- 144 = 122
  - 12番目の平方数である。1つ前は121、次は169。
  - n = 2 のときの 12n の値とみたとき1つ前は12、次は1728。
  - 144 = 100(12)
  - 144 = 122 → 441 = 212 である。平方数を逆順に並べ替えても平方数になる6番目の数である。1つ前は121、次は169。(オンライン整数列大辞典の数列 A061457)
    - 末尾が0となる平方数を除くと5番目の数である。1つ前は121、次は169。(オンライン整数列大辞典の数列 A033294)
      - 末尾が0となる平方数と回文平方数を除いたときには最小の数である。次は169。(オンライン整数列大辞典の数列 A035090)

  - 144 = (2 × 6)2
    - n = 6 のときの (2n)2 の値とみたとき1つ前は100、次は196。(オンライン整数列大辞典の数列 A016742)
    - n = 2 のときの (6n)2 の値とみたとき1つ前は36、次は324。(オンライン整数列大辞典の数列 A016910)

  - 144 = (3 × 4)2
    - n = 4 のときの (3n)2 の値とみたとき1つ前は81、次は225。(オンライン整数列大辞典の数列 A016766)
    - n = 3 のときの (4n)2 の値とみたとき1つ前は64、次は256。(オンライン整数列大辞典の数列 A016802)
    - n = 3 で n が奇数のときの (4n)2 の値とみたとき、次は400。

  - 144 = 24 × 32
    - 2つの異なる素因数の積で p4 × q2 の形で表せる最小の数である。次は324。(オンライン整数列大辞典の数列 A189988)
    - 2i × 3j (i ≧ 1, j ≧ 1) で表せる11番目の数である。1つ前は108、次は162。(オンライン整数列大辞典の数列 A033845)
    - 2i × 3j (i ≧ 0, j ≧ 0) で表せる23番目の数である。1つ前は128、次は162。(オンライン整数列大辞典の数列 A003586)
      - この数で表せるN進法での逆数は有限小数になる。
例．1/144 = 1/400(6) = 0.0013(6) 、1/144 = 1/100(12) = 0.01(12)

    - 144 = 9 × 24
      - n = 4 のときの 9 × 2n の値とみたとき1つ前は72、次は288。(オンライン整数列大辞典の数列 A005010)

    - 144 = 9 × 42
      - n = 2 のときの 9 × 4n の値とみたとき1つ前は36、次は576。(オンライン整数列大辞典の数列 A002063)

    - 144 = 24 × (23 + 1)
      - n = 3 のときの 2n+1(2n + 1) の値とみたとき1つ前は40、次は544。

    - 144 = 3! × 4!
      - n = 3 のときの n!(n + 1)! の値とみたとき1つ前は12、次は2880。(オンライン整数列大辞典の数列 A010790)
- 144 = 360 × 2/5
  - 角度の 2/5 周は144°である。
- 正十角形の内角は144°である。
  - 正 n 角形において内角が度数法で整数になる7番目の角度である。1つ前は140°、次は150°。(オンライン整数列大辞典の数列 A110546)
- いかなる N > 4 のN進数によって144を表記しても、144は必ず平方数となる。これは 1 × N2 + 4 × N + 4 = (N + 2)2 であるため。
- 1445 = 275 + 845 + 1105 + 1335 ( = 61,917,364,224)。これはオイラー予想の反例として発見された。
- 144 = (1 + 4 + 4) × (1 × 4 × 4) 。この形で表せる最大の数である。1つ前は135。(オンライン整数列大辞典の数列 A038369)
  - 0を乗法に含めないとすると1088もこの性質を持つ。(参照オンライン整数列大辞典の数列 A066282)
- 144は12番目のフィボナッチ数である。1つ前は89、次は233。
  - 1と144はフィボナッチ数であり平方数である整数のすべてである。また、144はフィボナッチ数列の{\displaystyle {\sqrt {144}}}番目（=12番目）にある。
  - 6, 9, 12, 16, 18, 24, 36, 48, 72の倍数になる最小のフィボナッチ数である。フィボナッチ数がそれらの倍数になることは144の倍数になることの必要十分条件である。次は46368。
  - フィボナッチ数がハーシャッド数となる7番目の数である。1つ前は21、次は2584。
- 47番目のハーシャッド数である。1つ前は140、次は150。
  - 9を基としたとき15番目のハーシャッド数である。1つ前は135、次は153。
  - 平方数がハーシャッド数になる7番目の数である。1つ前は100、次は225。
- 各位の平方和が33になる最小の数である。次は225。(オンライン整数列大辞典の数列 A003132)
  - 各位の平方和が n になる最小の数である。1つ前の32は44、次の34は35。(オンライン整数列大辞典の数列 A055016)
- 各位の立方和が129になる最小の数である。次は414。(オンライン整数列大辞典の数列 A055012)
  - 各位の立方和が n になる最小の数である。1つ前の128は44、次の130は1144。(オンライン整数列大辞典の数列 A165370)
- 9番目の高度トーティエント数。1つ前は72、次は240。
- 約数の和が144になる数は5個ある (66, 70, 94, 115, 119)。約数の和5個で表せる2番目の数である。1つ前は72、次は192。
- 144 = 31 + 42 + 53 = (5 − 1) × (5 + 1)2 = 53 + 52 − 5 − 1
  - n = 5 のときの n3 + (n − 1)2 + (n − 2) の値とみたとき1つ前は75、次は245。(オンライン整数列大辞典の数列 A152619)
- 144 = 42 + 82 + 82
  - 3つの平方数の和1通りで表せる55番目の数である。1つ前は142、次は145。(オンライン整数列大辞典の数列 A025321)
- 144 = 23 + 23 + 43 + 43
  - 4つの正の数の立方数の和で表せる30番目の数である。1つ前は142、次は145。(オンライン整数列大辞典の数列 A003327)
- 144 × 441 = 2522
  - 回文数でなく末桁が0でない数で逆順に並べた数との積が平方数になる最小の数である。次は169。(オンライン整数列大辞典の数列 A062917)
- 144 = 53 + 33 − 23
  - n = 3 のときの 5n + 3n − 2n の値とみたとき1つ前は30、次は690。(オンライン整数列大辞典の数列 A135160)
- 桁の調和平均が2になる4番目の数である。1つ前は136、次は163。(オンライン整数列大辞典の数列 A062180)
例．3/1/1 + 1/4 + 1/4 = 2
- 144 = 4! + 5!
  - n = 4 のときの n! + (n + 1)! の値とみたとき1つ前は30、次は840。(オンライン整数列大辞典の数列 A001048)
- 144 = 132 − 25
  - n = 13 のときの n2 − 25 の値とみたとき1つ前は119、次は171。(オンライン整数列大辞典の数列 A098603)
- 144 = 152 − 81
  - n = 15 のときの n2 − 81 の値とみたとき1つ前は115、次は175。(オンライン整数列大辞典の数列 A098850)

## その他 144 に関連すること
- 1グロス＝144個（122個）＝12ダース。
- 144か月（＝12年）を1回りという。また、144か月前後についても1回りという。
- 1/144スケール（12-2スケール）
- 144MHz帯はアマチュア無線に用いられる周波数の一つ。2m（ツーメーター、波長が約2メートルであることから）、いっちょんちょん、などと呼ばれる。
- 中国麻雀の牌は、日本麻雀の牌136枚に花牌8枚を加えた144枚からなる。
- 西暦144年
- NTT東日本、NTT西日本ひかり電話の迷惑電話おことわりサービスは、局番なしの144である。
- 日本神話に登場する八咫烏の大きさは144cm（八咫）である。
- 日本プロ野球における1チームのレギュラーシーズンの試合数は144試合（2007年～2014年）。
- 第144代ローマ教皇はヨハネス19世（在位：1024年～1032年）である。